# アルボルズ州
アルボルズ州（アルボルズしゅう、ペルシア語: استان البرز, ラテン文字転写: Ostān-e Alborz）はイランの州（オスターン）。イラン北部にあって州都はキャラジ。面積5,833km²、人口は271万2400人（2016年国勢調査）。アルボルズ州はキャラジ、サーヴォジボラーグ、ターレガーン、ナザラーバードの各郡（シャフレスターン）を擁する。